# Kista Science Tower
Der Kista Science Tower mit dreieckigem Grundriss ist mit einer Höhe von 117,2 Metern (156 Meter mit der Antenne auf dem Dach) eines der höchsten Gebäude in Stockholm, Schweden. Er ist das Wahrzeichen des Stadtteils Kista im Nordwesten der Stadt. Der schwarze Kubus auf dem Dach ist das obere Ende des Aufzugsschachtes und beinhaltet auch Elektronik für die Antenne. Der Turm zählt 32 Stockwerke, wovon sich drei unterhalb des Erdgeschosses befinden (vor allem Parkplatzetagen).
Der Kista Science Tower wurde 2003 fertiggestellt. Er war damals das höchste Gebäude Skandinaviens, wurde aber bald überragt vom Turning Torso, der 2004 in Malmö gebaut wurde, sowie vom Victoria Tower, der im September 2011 im gleichen Stadtteil seine Fertigstellung erfuhr. Er ist jedoch immer noch das höchste Bürogebäude Skandinaviens.
Das Gebäude enthält die schnellsten Aufzüge Schwedens mit Geschwindigkeiten von fünf bis sechs Meter pro Sekunde.
Im Gebäude sind mehrere Technologie- und IT-Unternehmen untergebracht. Es befindet sich neben dem großen Einkaufskomplex Kista Galleria und der Tunnelbana-Station.